# ウファ国際空港
ウファ国際空港（ロシア語:  Международный аэропорт Уфа、バシキール語: Өфө халыҡ-ара аэропорты、英語: Ufa International Airport）は、ロシア・ウファ郊外にある空港。

## 概要
ウファ国際空港は、2本の滑走路と近代化された飛行場を備え、あらゆる種類の航空機を受け入れることができる近代的な航空複合施設である。このほか、ロシアの地方空港の中で最初に IATA ISAGO 証明書を取得した。ロシアを代表する10の空港の1つであり、ロシア連邦の沿ヴォルガ連邦管区で最大の空港の1つであり、年間旅客数は350万人を超えている。スカイチーム(アエロフロートなど)、スターアライアンス(ウズベキスタン航空など)、ワンワールド(S7航空など)の3つの主要な航空アライアンスの代表を含む多くの航空会社が就航している。
国内線はターミナル1で運航されている。以前のターミナルの面積は12,600平方メートルで、3つのボーディングブリッジが装備されており、1時間あたり600人の収容能力があった。2018年に建設が開始され、2020年末に完成した新しいターミナルビルは、ターミナルの総面積が2倍以上になり、最大29,000平方メートルになった。また、1時間あたりの収容能力も1200人に増加した。新ターミナルは2021年春から運用が開始している。
国際線用のターミナル2は、1時間あたり800人の収容能力を持つ最新のハイテク複合施設である。その面積は17,000平方メートル以上である。

## 就航航空会社と就航都市

### 国内線
| 航空会社                   | 就航地 |
| -------------------------- | --- |
| アエロフロート・ロシア航空 | モスクワ/シェレメーチエヴォ |
| ロシア航空                 | サンクトペテルブルク |
| S7航空                     | モスクワ/ドモジェドヴォ、ノヴォシビルスク、イルクーツク                                                                                 |
| UTエアー                   | モスクワ/ヴヌーコヴォ、エカテリンブルク、カザン、ノーヴィ・ウレンゴイ、ニジネヴァルトフスク、スルグト、チュメニ、ハンティ・マンシースク |
| ポベーダ                   | モスクワ/シェレメーチエヴォ、モスクワ/ヴヌーコヴォ、サンクトペテルブルク、ソチ                                                          |
| ガスプロムアヴィア         | モスクワ/ヴヌーコヴォ、ノーヴィ・ウレンゴイ                                                                                             |
| ノードウィンド航空         | モスクワ/シェレメーチエヴォ、サンクトペテルブルク、ソチ、マハチカラ、ウラジカフカス                                                     |
| ノルドスター航空           | モスクワ/ドモジェドヴォ、ノリリスク |
| スマータヴィア             | サンクトペテルブルク、ソチ |
| ヤマル航空                 | ノーヴィ・ウレンゴイ、ノヤブリスク、サレハルド、ナディム                                                                                |
| UVTアエロ                  | ヤロスラヴリ、ウシンスク |
| アジムート航空             | ミネラーリヌィエ・ヴォードィ、オムスク、クラスノヤルスク                                                                                |
| ラスライン                 | ナリヤン・マル |

### 国際線
| 航空会社                   | 就航地                                                               |
| -------------------------- | -------------------------------------------------------------------- |
| アエロフロート・ロシア航空 | 三亜                                                                 |
| ウラル航空                 | ドゥシャンベ                                                         |
| UTエアー                   | バクー、タシュケント                                                 |
| ノードウィンド航空         | ドゥシャンベ、ホジェンド、オシ                                       |
| イル・アエロ               | バクー                                                               |
| アジムート航空             | サマルカンド                                                         |
| レッドウィングス航空       | アスタナ、アルマトイ、ミンスク、エレバン、イスタンブール、アンタルヤ |
| アゼルバイジャン航空       | バクー                                                               |
| シラク・アヴィア           | エレバン                                                             |
| ウズベキスタン航空         | タシュケント、ナマンガン                                             |
| エア・アラビア             | シャールジャ                                                         |
| フライドバイ               | ドバイ                                                               |
| サウスウィンド航空         | アンタルヤ                                                           |